# Atomic Train
Atomic Train är en amerikansk-kanadensisk TV-film/miniserie från 1999 och visades ursprungligen i två delar på NBC. I Sverige visades filmen i fyra delar i TV4 på fredagskvällarna i mitten-slutet av maj och början av juni 2001.

## Handling
Varje dag fraktas farlig last med tåg i USA. Ett företag fraktar en rysk atombomb med ett godståg, utan att först säga vad som finns inuti en av vagnarna. Plötsligt får tåget fel på bromsarna och far fram mot Denver.

## Medverkande
- Rob Lowe - John Seger
- Kristin Davis - Megan Seger
- Esai Morales - Noris MacKenzie
- John Finn - Wally Phister